# Gianmaria Bruni
Gianmaria Bruni, (n. 30 mai 1981, Roma, Italia) este un pilot de curse italian, care a concurat în Campionatul Mondial de Formula 1 în sezonul 2004.

## Cariera în Formula 1
| Sezon | Echipă                    | Număr puncte | Loc clasament general |
| ----- | ------------------------- | ------------ | --------------------- |
| 2003  | European Minardi Cosworth | Pilot teste  | -                     |
| 2004  | Minardi Cosworth          | 0            | -                     |

1. ↑  Gianmaria Bruni